# Pristimantis thectopternus
Pristimantis thectopternus é uma espécie de anfíbio  da família Craugastoridae.
É endémica da Colômbia.
Os seus habitats naturais são: regiões subtropicais ou tropicais húmidas de alta altitude, plantações, jardins rurais e florestas secundárias altamente degradadas.